# كسيفة

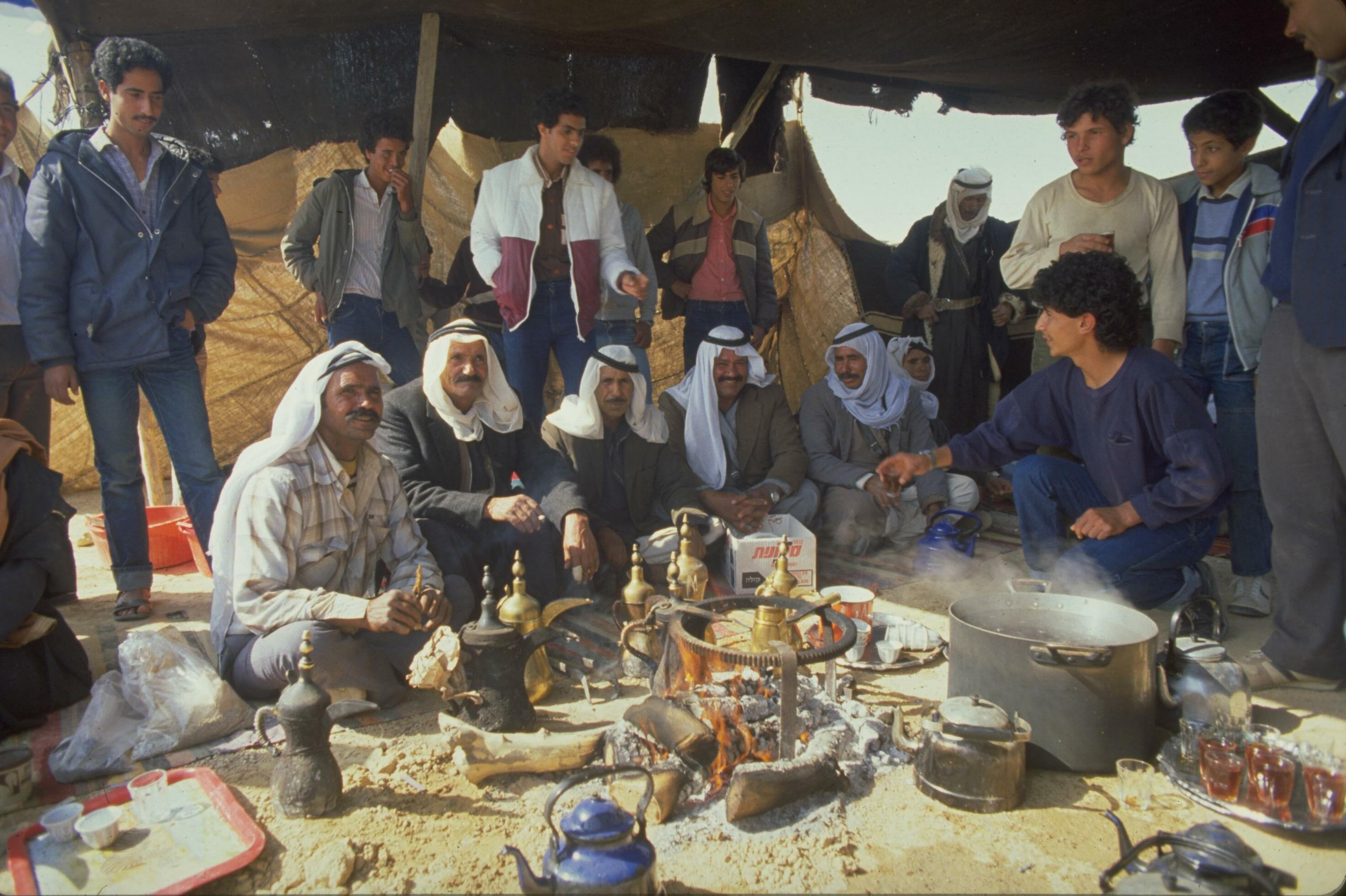
مجموعة من بدو كسيفة في بيت من الشعر عام 1985

قرية كسيفة التي تأسست سنة 1996 وهي قرية بدوية في النقب بنيت على اطلال المنطقة التي تسمى الملح، تبلغ مساحتها 13 كيلومتر مربع، بلغ عدد سكانها 23,219 نسمة عام (2021) وهاجر اليها حوالي ما يقارب 51 مواطن, ويجدر بالذكر ان هناك حوالي 5000 نسمة سكان التجمعات المحيطة بالبلدة والذين ينتمون للبلدة من أجل الخدمات المجانية مثل الدراسة الإجبارية وتقديم خدمات الصحية، لافتقارهم لها في مكان سكنهم.
أنشئت القرية عام 1982 للبدو الذين كانوا يسكنون في محيط القرية. تم إنشاؤها كجزء من بناء قاعدة النبطيم الجوية عقب توقيع اتفاق السلام بين إسرائيل ومصر ونقل القواعد من سيناء.
أطلق لقب "كسيفة" لمنطقة القرية الحالية الّتي تظهر في وثائق الحكم العسكري منذ الخمسينيات والستينيات.
وأقيمت القرية ضمن خطة إنشاء سبع قرى لتوطين البدو في منطقة النقب وهي: رهط، حورة، عرعرة في النقب، كسيفة، تل السبع، سيجيف شالوم واللقية.
وفي عام 1988 انتسبت القرية إلى المجلس الإقليمي مشوش، وهو أول مجلس إقليمي بدوي. تم حل المجلس عام 1996 وتم إنشاء مجلس محلي للقرية. واعتبارًا من عام 2018، أصبح رئيس المجلس هو عبد العزيز نصاصرة، الذي انتخب بعد إقالة رئيس المجلس سالم أبو ربيعة.

## الموقع
يحد القرية من الجنوب مطار الاحتلال الصهيوني نفاتيم الذي أقيم بالأصل على أراضي أهل وسكان كسيفة الأصليين (تل الملح) ومن شمال منطقة تل عاراد،ومن الشرق تمتد الكثير من التجمعات السكنية التي لا تعترف بها سلطات الاحتلال الصهيوني، والتي تزيد كثيرا في العدد عن قرية كسيفة وباقي القرى البدوية في النقب.

## معالم
تحتوي القرية على الكثير من المميزات التراثية الفلسطينية والتاريخية حيث يوجد بها المدرسة الأولى في النقب بينما يتواجد فيها حوالي 13 مدرسة وعدد تلاميذها هو 7388 ومعدل المتسربين من المدارس فيها هو حوالي 2.32 مقابل 62.7 من التلاميذ الحاصلين على شهادة البجروت اعتمادا على احصائيات سنة (2021/2022),وتعتبر مدرسة الفاروق الثانوية إحدى المدارس المميزة جداً في النقب موجودة في قرية كسيفة ويوجد فيها أول إذاعة تربوية مدرسية، بحيث يبث أثيرة في دائرة قطرها حوالى ال30 كيلومتر من قرية كسيفة .وتحوي القرية 3 مساجد رئيسيه وذلك يضفي على القرية طابع إسلامي وجمالي.
يترأس مجلس القرية المحامي عبد العزيز النصاصره والذي انتخب رئيسا للمجلس المحلي للقرية بعد ان كان الأستاذ سالم أبو ربيعه هو رئيس المجلس 4 مرات متتالية ما يقارب عشرين سنة, وكان معدل الانتخابات المحلية في القرية يساوي تقريبا89.8, وعدد أعضاء المجلس في القرية هو 13 عضو.

## شخصيات
تعتبر القرية عاصمة الثقافة في النقب إذ انها تحوي كبار المثقفين من بدو النقب، ومنهم: حماد أبو ربيعة جعل الله مثواه الجنة كان أول نائب للكنيست في النقب ساهم كثيرا في الوقوف في وجه السلطات الصهيونية لكثير من القضايا الحساسة لفلسطينيي ال 48.

## الكثافة السكانية
ظهر في السنوات الأخيرة منذ (2010-2021) نمو ملحوظ في الكثافة السكانية في القرية، حيث كانت الكثافة السكانية في سنة (2010) تساوي تقريبا 15 ألف نسمة حتى أن العدد ازداد في سنة (2021) إلى 23,219 نسمة، تتكوّن البلدة من عرب وبدو مسلمين بنسبة 100%، ومن 11,624 رجل و11,595 امرأة.